# ナウシカアー

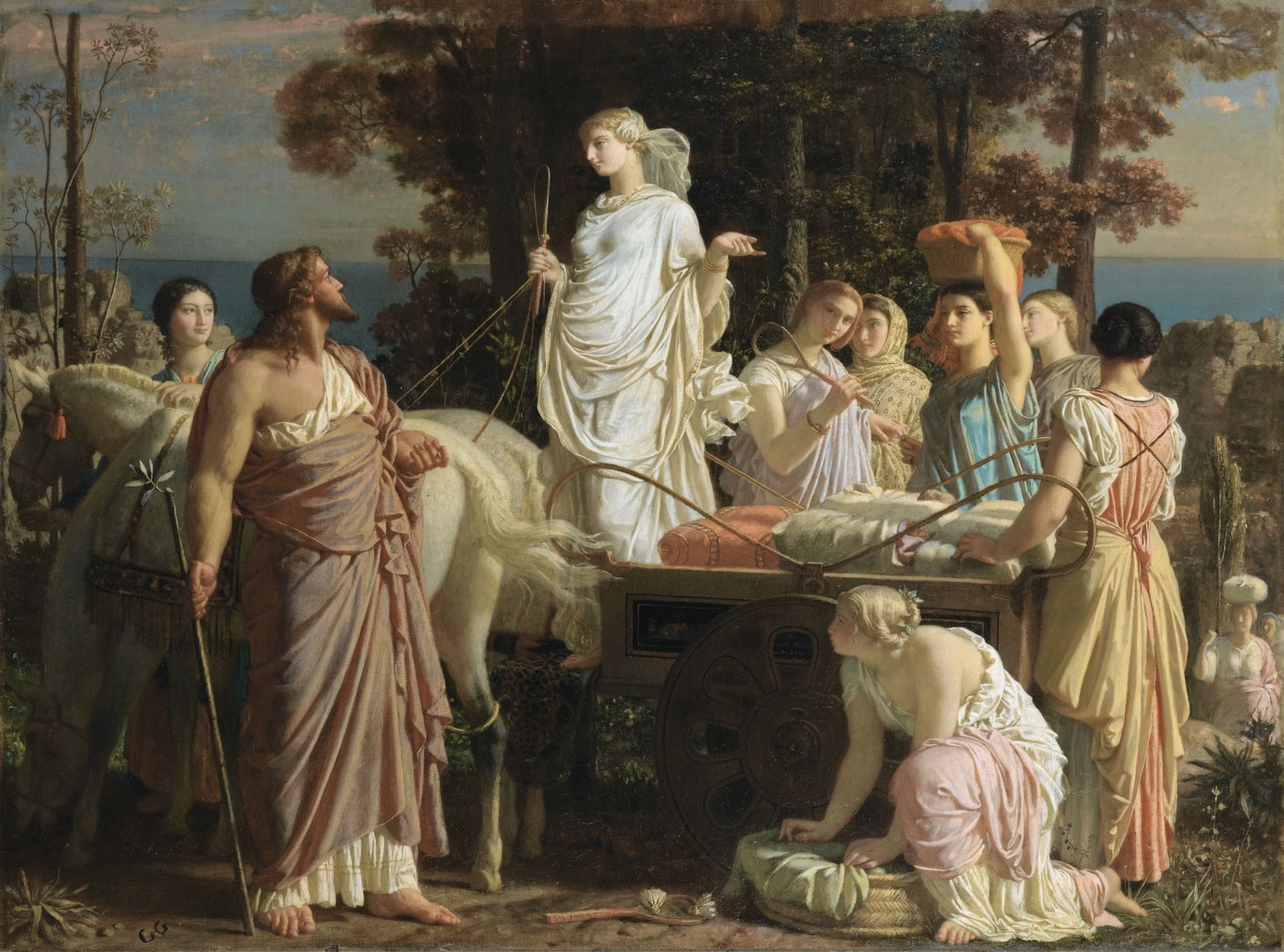
オデュッセウスとナウシカアー

ナウシカアー（古代ギリシア語: Ναυσικάα、古代ギリシア語ラテン翻字: Nausikáä、現代ギリシャ語: Ναυσικά）は、ギリシアの叙事詩『オデュッセイア』に登場するスケリア島の王女。父はパイアーケス王アルキノオス、母はアーレーテー王妃。

## 概要
ホメーロス作『オデュッセイア』において、主人公オデュッセウスはトロイア戦争からの帰途、幾多の苦難の果てに故郷イタケーに帰り着く。その直前に立ち寄った島が、ナウシカアーの住むスケリア島である。スケリア島は、現在のケルキラ島（コルフ島）であるといわれる。
一つ目巨人ポリュペーモスから逃れたオデュッセウスだったが、ポリュペーモスの父ポセイドーンの怒りに触れ、乗っていた筏は嵐に吹き飛ばされてしまう。オデュッセウスは、身に纏うものもひとつとしてない状態でスケリア島の海岸に漂着したところをナウシカアーに救われる。ナウシカアーはオデュッセウスを王宮に招き入れ、身だしなみを整えさせる。立派な姿となったオデュッセウスを見たアルキノオスは、オデュッセウスがこのままとどまり、ナウシカアーを妻としてくれればよいと考え、ナウシカアーもまたオデュッセウスに好意以上の気持ちを抱く。しかし、オデュッセウスがイタケーの王であり、かつ妻ペーネロペーが待つイタケーへ帰りたがっていることを知ったナウシカアーは、オデュッセウスを船に乗せ、イタケーへと送り出す。別れに際して、ナウシカアーは国へ帰ってもいつか自分のことを思い出して欲しいと告げる。